# Asrul Sani
Asrul Sani (Rao, 10 giugno 1926 – Giacarta, 11 gennaio 2004) è stato uno scrittore, poeta, sceneggiatore e regista indonesiano.

## Biografia
Sani nacque a Rao, nella provincia di Sumatra occidentale, il 10 giugno 1926. Suo padre era il sultano Marah Sani Syair Alamsyah.
Insieme a Chairil Anwar e Rivai Apin, Sani pubblicò nel 1950 la raccolta di poesie Tiga Menguak Takdir ("Ciottoli taglienti e Alcuni sono depredati, alcuni scappano"). Negli anni '50, insieme a Usmar Ismail, fondò l'Akademi Teater Nasional Indonesia (Accademia teatrale nazionale indonesiana).
La prima sceneggiatura di Sani fu Lewat Djam Malam (After the Curfew), che gli valse un premio all'Indonesian Film Festival 1955. Le sue altre sceneggiature che hanno ottenuto Premi Citra all'Indonesian Film Festival sono state Naga Bonar, Kejarlah Daku Kau Kutangkap (Inseguimi, ti prenderò), Titian Serambut Dibelah Tujuh e Kemelut Hidup (Life Crisis). Apa Jang Kau Tjari, Palupi? (Cosa stai cercando, Palupi?) vinse il premio per il miglior film all'Asia-Pacific Film Festival 1970.
Si è poi concentrato sulla scrittura di sceneggiature per soap opera, adattate da romanzi indonesiani, come Sitti Nurbaya, Salah Asuhan e Sengsara Membawa Nikmat.
Ha ricevuto dal governo indonesiano il premio Anugerah Seni nel 1969 e la medaglia Bintang Mahaputera nel 2000. Secondo Ajip Rosidi, sapeva parlare inglese, olandese, francese e tedesco.
È morto l'11 gennaio 2004.

## Opere
- Tiga Menguak Takdir (insieme a Chairil Anwar e Rivai Avin, 1950),
- Dari Suatu Masa dari Suatu Tempat (1972),
- Mantera (1975)

## Filmografia
- Pagar Kawat Berduri (1963),
- Apa yang Kau Cari, Palupi (1970),
- Salah Asuhan (1974),
- Bulan di Atas Kuburan (1976),
- Kemelut Hidup (1978),
- Di Bawah Lindungan Kaabah (1978).